# Lanocira latifrons
Lanocira latifrons är en kräftdjursart som beskrevs av Stebbing 1910. Lanocira latifrons ingår i släktet Lanocira och familjen Corallanidae. Inga underarter finns listade i Catalogue of Life.